# PR-HU 36

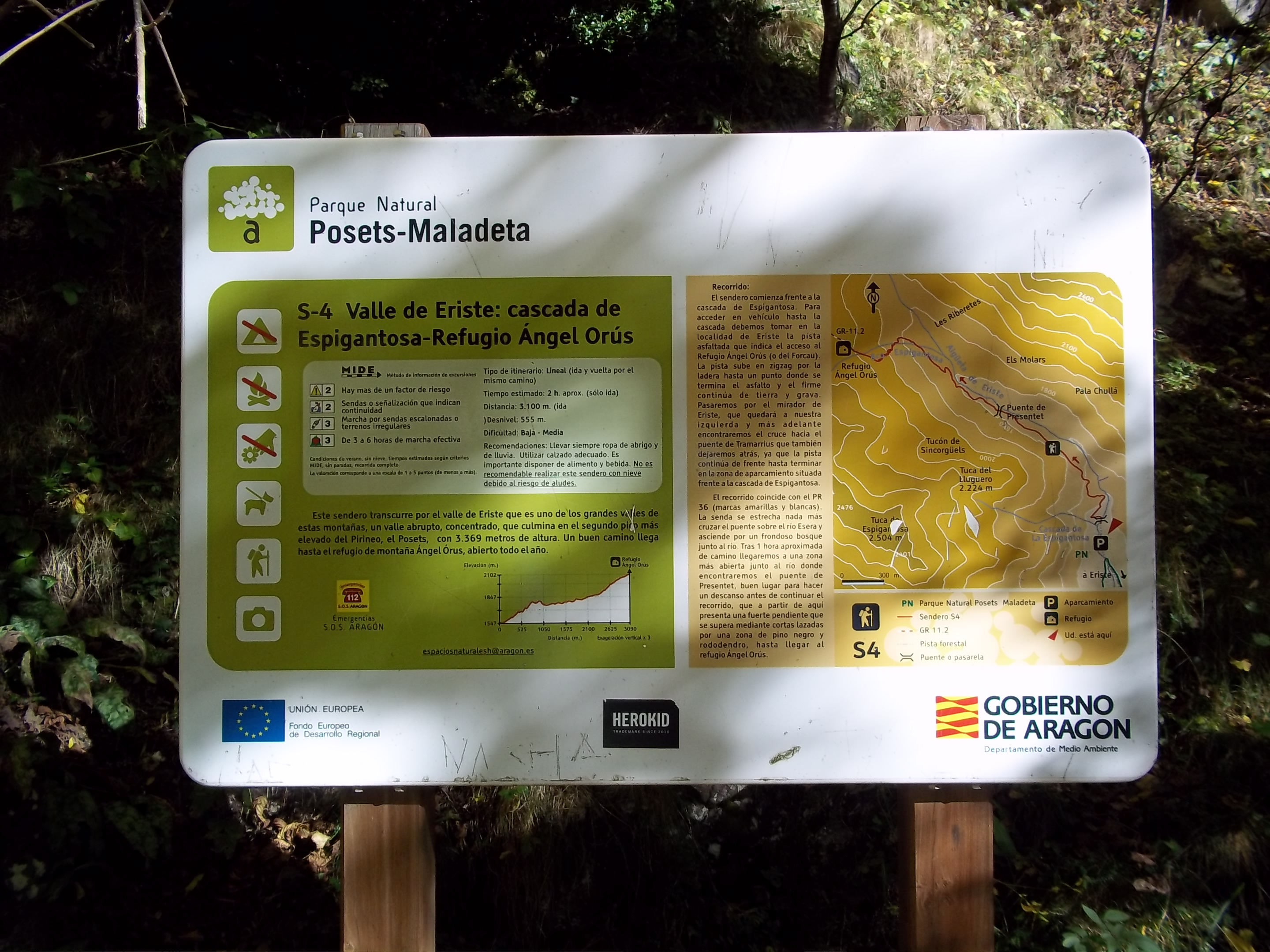
Panell informatiu del PR-HU 36

El PR-HU 36 és una ruta de petit recorregut en la comarca de la Ribargorça a l'Aragó. Comença en Grist i acaba en el refugi d'Ángel Orús.
El recorregut total són 16 km al bell mig del Pirineus aragonès, a la vall de l'Ésera. Les altituds oscil·len entre els 1000 msnm a Grist i els 2100 al refugi. El seu recorregut segueix al barranc de l'Aigüeta de Grist i passa per la cascada de la Espigantosa i el Pla-Pleta de les Riberetes.

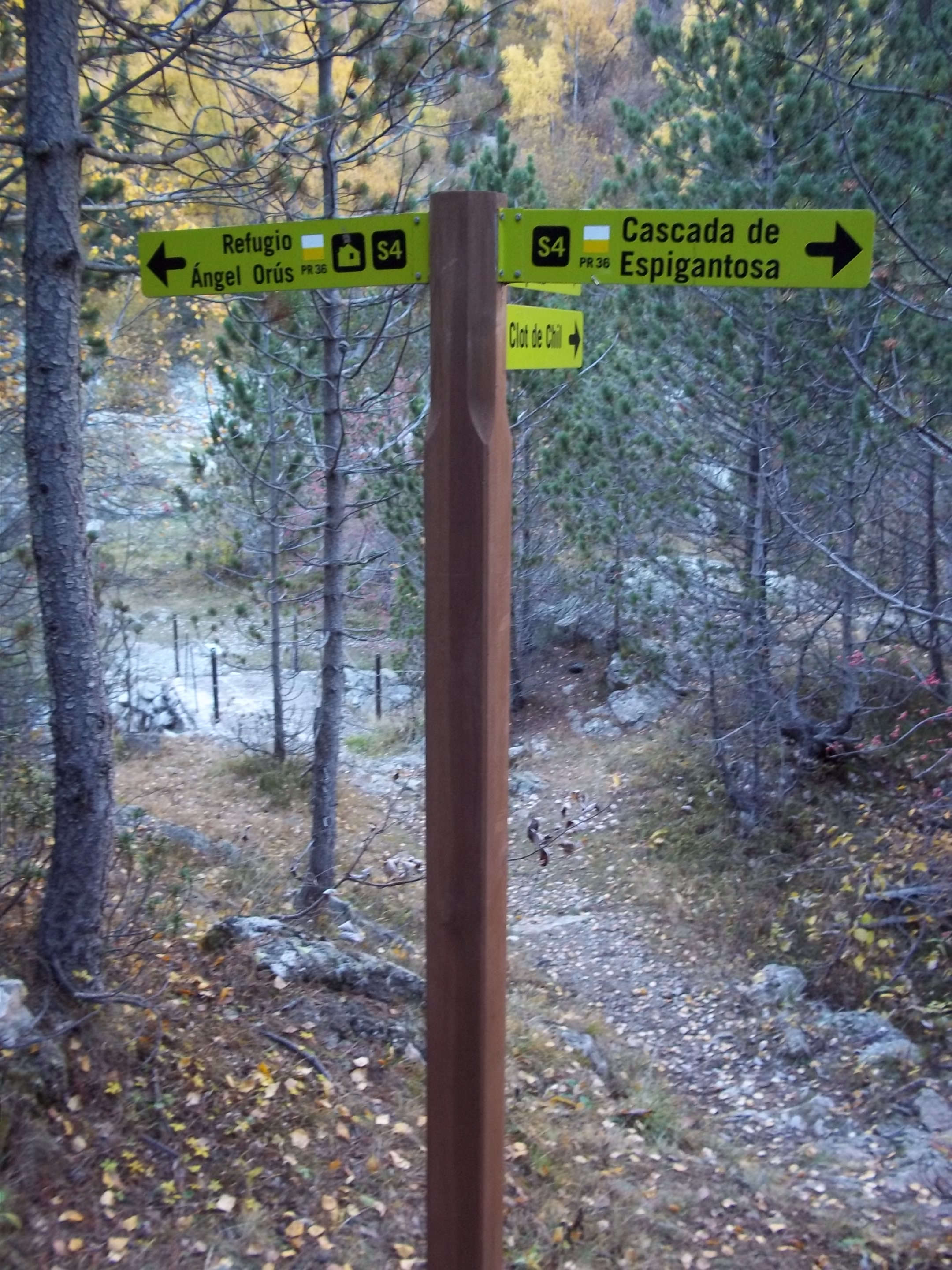
Senyalització vertical

| Municipis | Localitats | Localitats                                   |
| --------- | ---------- | -------------------------------------------- |
| Saünc     | Grist      | PR-HU 32 PR-HU 33 PR-HU 34 PR-HU 35 PR-HU 51 |